# Chaume-lès-Baigneux
Chaume-lès-Baigneux település Franciaországban, Côte-d’Or megyében. Lakosainak száma 105 fő (2022. január 1.). Chaume-lès-Baigneux Magny-Lambert, Étormay, Fontaines-en-Duesmois, Jours-lès-Baigneux és Lucenay-le-Duc községekkel határos.

## Népesség
A település népességének változása:
| Lakosok száma | 100  | 105  | 90   | 80   | 94   | 92   | 93   | 99   | 101  | 105  |
|               | 1968 | 1982 | 1990 | 2006 | 2013 | 2015 | 2017 | 2019 | 2020 | 2022 |